# Amami adesso
Amami adesso è un singolo della cantautrice italiana Giordana Angi, pubblicato il 14 maggio 2020 come primo estratto dal terzo album in studio Mi muovo, uscito il 14 maggio 2021.

## Descrizione
La Angi descrive così il brano:

## Video musicale
Il videoclip, diretto da Matilde Composta e Lorenzo Invernici e girato ad Anzio, è stato reso disponibile l'8 giugno 2020 sul canale Vevo-YouTube della cantante.

## Tracce
1. Amami adesso – 2:48

## Classifiche
| Classifica (2020) | Posizione massima |
| ----------------- | ----------------- |
| Italia            | 81                |